# جبل زير
 جبل زیر   (بالفارسية:  كوه زير) بالإنجليزية: Zeer Mountain) أحد الجبال التابعة لسلسلة جبال الأبيض. في جنوب ناحية كوخرد ، يقع في الجزء الجنوبي من ناحية كوخرد، يحده غرباً قمته المسمى بـ« تُمبِ مِش »  وتعني هضبة الأيِّل ، وشرقاً « جبل دسك »  وجنوباً « هضبة تنب هنك» ،، يتبع ناحية كوخرد  (بالفارسية: بخش كوخرد)  من توابع مدينة بستك في محافظة هرمزغان في جنوب إيران. يصل ارتفاعها مابين 2500 إلى 3000 قدم فوق مستوى البحر تقرباً.
يعتبر  جبل زیر  (كوه زير) أحد أماكن التنزه والترفيه المحيطة بمدينة كوخرد  والمناطق التابعة لها، بأطلالته الجميلة، وخصوصاً في فصل الشتاء. ويقع (سهل أوه شيرينو) في المنحدر الشمالي من الجبل، على مقربة سد بست كز ومناظرها الخلابة.
« جبل زير » يمتد من « مرتفعات كُوهِ دِه » في الغرب، و « جبل أبيض » في جنوب شرقي مدينة جناح، مطل على سهل بست كز، في شمال الغربي من وادي بست كز  ، متجهة شرقاً إلى « وادي خور نساء » حتى جبال « بون کوه چهار برکه» و « بون کوه لوز » ومن ثم إلى طريق السيارات المسمى بــ « کوه گوچی » في أقصى الشرق.
تتخلل « جبل زير » أودية ومغارات، وأماكن الصيد، حيث بها العديد من الآماكن الصيد، لذلك الصيادون بذهبون إلى هذه الجبل في المواسم الصيد للنزهة، يوجد في « جبل زير » حيوانات وحياة برية مختلفة كـ الغزال بجميع بأنواعها، كذلك يوجد في الجبل طيور برية مختلفة كـ الأدرج و القمري و الحجل و الدراج و الصفرد و هدهد و حمام البري المطوق و الأسرد و القطا و الحجل الرملي و فاختة النخيل و حمامة الغابة و القبرة الصحراوية و الكروان الصحراوي و ملهى الرعيان.

## کهوف
كذلك يوجد في الجبل كهوف  المغارات كثيرو، كانوا الصيادون يبيتون فيها عند المساء، بعد عناء الصيد، هنا نذكر بعض الكهوف والمغارات « جبل زير » على نحو التالي:
- كهف  (مغارة) اشکفت سه چُکی.
- كهف اشکفت صنخو.
- كهف اشکفت حلقه.
- كهف اشکفت کوه گِردو.
- كهف اشکفت آودون علی.
- كهف اشکفت تنب مش.
- كهف اشکفت ماوی.
- كهف اشکفت کل مسنگی.
- كهف اشکفت چُلاخ.
- كهف اشکفت کودان.
- كهف گلوئی.
- كهف زیر زمینی.
- كهف خورنساء.
- كهف صنخه دسک.
- كهف سوردونی.
- كهف رابیه.
- كهف تنب هنگ.
- كهف دوازگی.
- كهف سَرگرد گری بان.
- كهف لارو شیخ عمر.
- كهف اشکفت تال مد اودلی.
- كهف کوه گردو.

كما تتنوع الطبيعة الخلابة في « جبل زير » بدأ من توزع السلاسل الجبلية التي تقع على حافتي مجرى الأودية المائية، وكذلك توزع البرك المائية والمدرجات الزراعية في أنحاء مختلفة منه. الذي تنتشر على جانبيه كثير من المساحات الخضراء وأشجار السمر، السلم والسدر.

## الحيوانات والطيور
عاشت حول جبل شبع حيوانات وطيور مختلفة، منها: الغزلان، والماعز الجبلي، والثعلب، والخنزير، والضبع، وابن آوى، والقنفذ، والأرنب.

## وصلات خارجية
- سد بست كز
- سهل أوه شيرينو
- استراحة روضه
- جبال الناخ
- جبل دسك
- جبل خآب